# Unlimited Stories
Unlimited Stories AB är ett svenskt produktionsbolag inom TV och film. Bolaget grundades under våren 2016 av Poa Strömberg, Patrick Ryborn, Linus Torell och Teresa Alldén, alla tidigare anställda på Eyeworks Scandi Fiction.
Under 2021 förvärvade Beta Films nordiska dotterbolag 51% av aktierna i Unlimited Stories AB.

## Produktioner
- 2017 – Monky
- 2018 – Lyrro. Ut- och invandrarna
- 2018 – Sune vs Sune
- 2018 – Svartenbrandt – Sveriges farligaste brottsling (TV-serie)
- 2019 – Sune – Best man
- 2019 – En del av mitt hjärta
- 2021 – Sune – Uppdrag midsommar
- 2021 – En hederlig jul med Knyckertz (TV-serie)
- 2022 – Tills solen går upp
- 2022 – Försvunna människor (TV-serie)
- 2022 – Håkan Bråkan
- 2023–2024 – Familjen Andersson (TV-serie)
- 2023 – Knyckertz & snutjakten
- 2023 – Hammarskjöld
- 2024 – Happy jävla Pride (TV-serie)
- 2024 – Håkan Bråkan 2
- 2025 – Kronprinsen och tyrannens återkomst
- 2025 – Håkan Bråkan 003
- 2025 – Regnmannen